# Senta Kapoun

Senta Kapoun (2010)

Senta Kapoun (* 20. Februar 1920 in Stuttgart; † 16. Oktober 2019) war eine österreichische literarische Übersetzerin.

## Leben
Nach dem Besuch der Realschule in Stockholm hielt sich Senta Kapoun 1936/37 in Berlin auf. 1943 legte sie ihr Externistenabitur ab. Von  1951 bis 1953 war sie Mitarbeiterin beim Österreichischen Buchklub der Jugend. 1960 legte sie die Dekanats-Sprachprüfung Schwedisch an der Universität Wien ab. Seit 1963 ist sie als literarische Übersetzerin tätig. Sie war von 1980 bis 1997 Leiterin der Öffentlichen Bücherei Pöllauberg (Steiermark). Von 1984 bis 1996 war sie Mitglied der Österreichischen Kommission für Kinder- und Jugendliteratur des BMfUK. Weitere Tätigkeiten: 2. Vorsitzende der IG Übersetzerinnen Übersetzer, damals „Übersetzergemeinschaft“, Mitglied im Vorstand des Österreichischen Bibliothekswerks.
Kapoun hat Belletristik und Sachbücher aus dem Schwedischen, Norwegischen und Dänischen, vom Bilderbuch über das Kinderbuch bis hin zu Drama, Hörspiel und Lyrik übersetzt. Der Hauptakzent ihrer Arbeit lag auf dem Jugendroman. Mit ihren Übersetzungen, für die sie mehrfach preisgekrönt wurde, hat Kapoun wesentlich dazu beigetragen, die skandinavische Kinder- und Jugendliteratur – „Klassiker“ wie Astrid Lindgren oder Ole Lund Kirkegaard ebenso wie Unbekanntere – dem deutschsprachigen Lesepublikum zugänglich zu machen.
Sie wurde in  Pöllau bestattet.

## Ehrungen/Auszeichnungen
- 1992 Verleihung des Berufstitels Professorin
- 1996 Astrid-Lindgren-Preis der Fédération Internationale des Traducteurs
- 1996 Deutscher Jugendliteraturpreis
- 1998 Österreichischer Staatspreis für literarische Übersetzung
- 1999 Österreichisches Ehrenkreuz für Wissenschaft und Kunst